# 克羅克湖
68°37′S 78°24′E / 68.617°S 78.400°E
克羅克湖，是南極洲的湖泊，位於伊利沙伯女皇地，處於韋斯特福爾山脈東南部，長7公里，挪威製圖師根據該國拍攝的空中照片繪入地圖，現時由南極條約體系管理。